# 9220 Йосідаяма
9220 Йосідаяма (9220 Yoshidayama) — астероїд головного поясу, відкритий 15 грудня 1995 року.
Тіссеранів параметр щодо Юпітера — 3,504.
Названо на честь Йосідаями (яп. よしだやま(吉田山) йосідаяма).